# Irena Turkevič-Martinec
Irena Turkevič-Martinec' (također:  ́Írína (Írena) Turkevich-Martinec; Brody, Ukrajina 25. prosinca 1899. – Winnipeg, Kanada, 5. srpnja 1983.) bila je primadona u Lavovskom kazalištu opere i baleta, a nastupala je u Parizu, Beču, Berlinu, Pragu i mnogim drugim europskim gradovima.

## Rani život
Irena se rodila 25. prosinca 1899. u Brodiju, u današnjoj Lavovskoj oblasti. Bila je treće dijete u obitelji svećenika, zborovođe, vjeroučitelja i glazbenog kritičara Ivana Turkeviča. Mati joj je bila Sofija Kormošiva.
Kad je Irena imala šest godina, njen otac imenovan je katehetom Učiteljskog sjemeništa u Zališčycima, gdje mu je proviđena posebna kuća koja se nalazila u blizini rijeke Dnjestra. Bio je duša gradskoga glazbenog života, često je u nj uključivao suprugu Sofiju, glazbeno nadarenu pijanisticu, kao i njihovu djecu. Irenu je o glazbi prvo poučavala mati, a poslije se u njihovom domu pojavila profesionalna učiteljica glazbe. Irena je svoje glazbene i umjetničke vještine stjecala od malih nogu i sudjelovala je na Ševčenkovim koncertima.
Irenin otac imenovan je katehetom Druge ukrajinske gimnazije u Lavovu 1911. godine, a obitelj se je onamo doselila trajno. U Lavovu se Irena upisala u Srednju školu sestara bazilijanki, gdje je uz školu učila svirati i klavir, a Stanislav Ljudkevyč predavao joj je teoriju glazbe.
Prije izbijanja Prvog svjetskog rata, obitelj je otišla u Beč, gdje su boravili do 1916. godine.  Irenin otac vodio je zbor u Beču u crkvi svete Barbare, koji je u to vrijeme bio jedan od najvećih i najboljih ukrajinskih crkvenih zborova u Europi.  Po povratku u Lavov, Irena je nastavila školovanje u Srednjoj školi sestara bazilijanki.

## Studije
Irena je postala studentica prava na Sveučilištu u Lavovu. Kad je započela studij glazbe, to je bilo na Državnom konzervatoriju u Lavovu, s profesorima Fljam-Plomens'kym i profesorom Zarembom. Završila je dramsku školu u Lavovu, studirajući kod profesora Kozlovskog i kod profesora Kryžanivskog, (Bohdan Kryžanivsky). Svojom koncertnom aktivnošću započela je 1923. godine kao solistica s lavovskim zborom Banduristom.
Na opernoj pozornici prvo je glumila Mařenku u operi Prodanoj nevjesti Bedřicha Smetane. Ova je opera postavljena u Ukrajinskom kazalištu pod ravnanjem Josypa Stadnyka povodom stogodišnjice skladateljevog rođendana.
21. lipnja 1929. godine na pozornici Lvovskog kazališta opere i baleta izvedena je predstava opere Fidelija Lugwiga van Beethovena. Stariji studenti konzervatorija u Lavovu sudjelovali su pod vodstvom svog učitelja Adama Soltisa. Među tim izvođačima bila je Irena. U recenziji u časopisu Dilo, 22. lipnja 1929. godine, Irena je istaknuta i dobila je pohvale.
Okušala se u ulozi dramatičarke i redateljice. Pisac Zinovyj Knyš pisao je u svojim memoarima o glazbenom životu Lavova i o Ireni koja je 1929. organizirala kazališnu skupinu u očevoj kući i postavila predstave: Grijeh Volodymyra Vinnyčenka i Vatre svetog Ivana Hermanna Sudermanna.
U proljeće 1930. održao se njen prvi solistički koncert na kojem je Irena izvela arije Gorislava iz opere Ruslana i Ljudmile Mihaila Glinke te nekoliko romansâ i i ukrajinskih narodnih pjesama.
Odšla je u Berlin 1930. godine, gdje je u to vrijeme živjela njezina sestra Stefanija, a Irena je tri godine studirala na Berlinskom sveučilištu umjetnosti kod profesora Weissenborna, koji je sa studentima radio kao Dietrich Fischer-Diskau.  Naučila je kontrolu glasa u Berlinskoj državnoj operi, a dramsko obrazovanje završila je na Muzičkom fakultetu. 
Irena se 1933. preselila u Prag gdje je njezina sestra Stefania predavala klavir i bila je u pratnji Praškog konzervatorija. Održavala je satove glasova s profesorima na Praškom konzervatoriju i pjevala u Praškoj operi.

## Karijera
Irena se udala za političara, Volodimira Martinca, pratila ga tamo gde ih je njegov posao vodio i dobro se snalazila u pjevanju u gradovima diljem Evrope. Ovaj nomadski život trajao je 12 godina.
U ljeto 1942. Irene i njezin suprug vratili su se u Lviv, gdje su je pozvali da se pridruži Lvivskom kazalištu opere i baleta. Od 1942. do 1944. pjevala je ove uloge u sljedećim operama:
| Opera                  | Skladatelj             | Uloga     |
| ---------------------- | ---------------------- | --------- |
| Zaporozhets za Dunayem | Semen Hulak-Artemovsky | Oksana    |
| Kateryna               | Mykola Arkas           | Mati      |
| Halka                  | Stanisław Moniuszko    | Halka     |
| Faust                  | Charles Gounod         | Margarita |
| Carmen                 | Georges Bizet          | Micaëla   |
| Traviata               | Giuseppe Verdi         | Violetta  |
| Manon                  | Jules Massenet         | Маnon     |
| Tosca                  | Giacomo Puccini        | Тоsca     |
| Pikova dama            | Petar Iljič Čajkovski  | Lisa      |

U ljeto 1943. Irena je sa sopranisticom Ninom Ševčenko i baritonom Mihailom Olhovom otišla na veliku koncertnu turneju po gradovima i selima Galicije. Njezin se glas često čuo na radiju Lviv.
Njezin suprug, političar, bio je svjestan mijenjanja krajolika koji donosi rat.  U proljeće 1944. Irene i skupina iz lyonske opere spakirali su se i uputili na zapad prema Njemačkoj, samo nekoliko tjedana prije dolaska sovjetske vojske. 
Irena je postala voditeljica ansambala Duma u Karlsbadu u Badenu, a Orlik u Berchtesgadenu u Njemačkoj. Između ostalih djela, ovi su kolektivi postavili opere: opera Natalka Poltavka i lirsko-fantastična opera Utopljena ukrajinskog skladatelja Mykole Lysenka, libreto je napisao ukrajinski pisac i dramatičar Myhailo Starycky iz priče Nikolajske Gogolove Svibanjska noć iz zbirke Večeri na majuru kraj Dikanjke (Večeri na zaselku kraj Dikanjke).

## Kanada
Irena se 1949. godine preselila u Kanadu i nastanila se u Winnipegu. Njezin suprug preuzeo je dužnost urednika novina (New Road), a Irena je postala članica kazališta Renesans (eng. Renaissance, ukr. Ренесанс).
1960. postala je vrlo aktivna radeći s dječjom operom u Winnipegu pri Kanadsko-ukrajinskom zavodu Prosvita, Arlington Street, u gradu North Endu. Sama njezina prisutnost privukla je talentiranu skupinu glazbenika, koreografa, scenografa i kostimografa. Djeci je bila poznata kao Pani Martynec' (Пані Мартинець). Godine 1964. izveli su Kozu Derezu Mykole Lysenka.  Godine 1965. glumila je Snježnu kraljicu (Зимова Краля) Mykole Lysenka. I Koza Dereza (Коза-Дереза) i Snježna kraljica upriličeni su u kazalištu (Pantages Playhouse) Winnipeg.
Godine 1967. njezina glazbena skupina otputovala je iz Winnipega vlakom do Montreala da bi upriličila nastup Koza Dereza na Međunarodnoj i univerzalnoj izložbi Expo 67, koji je također održan u spomen na stogodišnjicu Kanade. Iz Montreala su izvođači odvedeni u Ottawu na koncert.

## Nasljedstvo
Ukrajinski kanadski kongres uručio je Ireni Ševčenkovu medalju 7. listopada 1977. u Winnipegu.
Irena Turkevič-Martinec preminula je 5. srpnja 1983. u Winnipegu u Kanadi.

## Vanjske poveznice
- Obituary for Irena Turkevycz-Martynec
- Gravesite of Irene Martynec